# Normandin (restaurant)
Pour les articles homonymes, voir Normandin.
Normandin est une chaîne de restaurants familiaux du Québec (Canada).  
M. Normand Brie avec son frère Martin, d’où le nom, a fondé en 1969 la chaîne à Québec. 
Le premier restaurant Normandin, qui n’était qu’un simple comptoir, a ouvert ses portes à Québec, dans le quartier Neufchâtel.
En 2024, la chaîne compte 44 établissements sur le territoire québécois, de Sainte-Julie à Mont-Joli, dont 22 dans la région immédiate de la ville de Québec. Normandin compte aujourd’hui 2700 employés et le chiffre d’affaires de l’entreprise oscille aux alentours des 130 millions $.
Le Groupe Normandin possède également quatre hôtels totalisant 338 chambres dans la grande région de Québec et dans la région du Saguenay-Lac-St-Jean. Les hôtels sont situés près du boulevard Pierre-Bertrand et à Beauport (N Hôtel Québec) ainsi que sur la rive-sud, dans le secteur de St-Rédempteur (Bernières)et sur l'Avenue du Pont Sud à Alma (Hôtel-Motel Normandin Alma).